# Anguerny
Anguerny est une ancienne commune française, située dans le département du Calvados en région Normandie, devenue le 1er janvier 2016 une commune déléguée au sein de la commune nouvelle de Colomby-Anguerny. Ce statut est supprimé le 1er janvier 2019, la fusion devenant alors totale.

## Géographie
Anguerny est située à dix kilomètres au nord de Caen, à trois kilomètres de Douvres-la-Délivrande et à quatre kilomètres des plages du débarquement.

## Toponymie
Le nom de la localité est attesté sous la forme Agerneio entre 1142 et 1163.
La commune s'est successivement appelée Aguerne, puis Aguerny avant de prendre son nom actuel.

## Histoire
La paroisse était placée sous l'autorité des seigneurs de Creully.
Le 1er janvier 2016, Anguerny intègre avec Colomby-sur-Thaon la commune de Colomby-Anguerny créée sous le régime juridique des communes nouvelles instauré par la loi no 2010-1563 du 16 décembre 2010 de réforme des collectivités territoriales. Les communes d'Anguerny et Colomby-sur-Thaon deviennent des communes déléguées et Anguerny est le chef-lieu de la commune nouvelle. La fusion devient totale le 1er janvier 2019.

## Politique et administration
| Période                                  | Période       | Identité            | Étiquette | Qualité                          |
| ---------------------------------------- | ------------- | ------------------- | --------- | -------------------------------- |
| 1989                                     | mars 2001     | Paul Rivoalen       |           |                                  |
| mars 2001                                | mars 2014     | Alain Yaouanc       | SE        | Cadre                            |
| mars 2014                                | décembre 2015 | Jean-Luc Guillouard | SE        | Négociateur en télécommunication |
| Les données manquantes sont à compléter. |               |                     |           |                                  |

## Démographie
L'évolution du nombre d'habitants est connue à travers les recensements de la population effectués dans la commune depuis 1793. À partir du 1er janvier 2009, les populations légales des communes sont publiées annuellement dans le cadre d'un recensement qui repose désormais sur une collecte d'information annuelle, concernant successivement tous les territoires communaux au cours d'une période de cinq ans. 
Pour les communes de moins de 10 000 habitants, une enquête de recensement portant sur toute la population est réalisée tous les cinq ans, les populations légales des années intermédiaires étant quant à elles estimées par interpolation ou extrapolation. Pour la commune, le premier recensement exhaustif entrant dans le cadre du nouveau dispositif a été réalisé en 2005,.
En 2017, la commune comptait 726 habitants, en évolution de −3,97 % par rapport à 2012 (Calvados : +1,58 %, France hors Mayotte : +2,49 %).
| 1793 | 1800 | 1806 | 1821 | 1831 | 1836 | 1841 | 1846 | 1851 |
| ---- | ---- | ---- | ---- | ---- | ---- | ---- | ---- | ---- |
| 417  | 453  | 536  | 540  | 568  | 529  | 502  | 520  | 518  |

| 1856 | 1861 | 1866 | 1872 | 1876 | 1881 | 1886 | 1891 | 1896 |
| ---- | ---- | ---- | ---- | ---- | ---- | ---- | ---- | ---- |
| 509  | 516  | 472  | 412  | 359  | 311  | 314  | 304  | 276  |

| 1901 | 1906 | 1911 | 1921 | 1926 | 1931 | 1936 | 1946 | 1954 |
| ---- | ---- | ---- | ---- | ---- | ---- | ---- | ---- | ---- |
| 243  | 230  | 204  | 205  | 213  | 238  | 212  | 256  | 287  |

| 1962 | 1968 | 1975 | 1982 | 1990 | 1999 | 2005 | 2010 | 2015 |
| ---- | ---- | ---- | ---- | ---- | ---- | ---- | ---- | ---- |
| 260  | 269  | 306  | 380  | 390  | 724  | 791  | 768  | 748  |

| 2017 | - | - | - | - | - | - | - | - |
| ---- | - | - | - | - | - | - | - | - |
| 726  | - | - | - | - | - | - | - | - |

## Jumelages
- East Woodhay (Royaume-Uni) depuis 1997.

## Culture locale et patrimoine

### Lieux et monuments
- Église Saint-Martin, dont le clocher du XIe siècle est classé monument historique.
- Grange aux dîmes.
- Deux salles des fêtes.

### Activité et manifestations
- Les Romanes d'Anguerny, tous les deux ans au printemps (dernière édition en 2006).

### Héraldique
| Les armes d'Anguerny | Les armes de la commune d'Anguerny se blasonnent ainsi : D'or au chevron alésé et écimé de gueules, au fleuret d'azur, la garde haussée à dextre et la pointe abaissée à senestre, entravaillé dans le chevron. |